# Buixehr

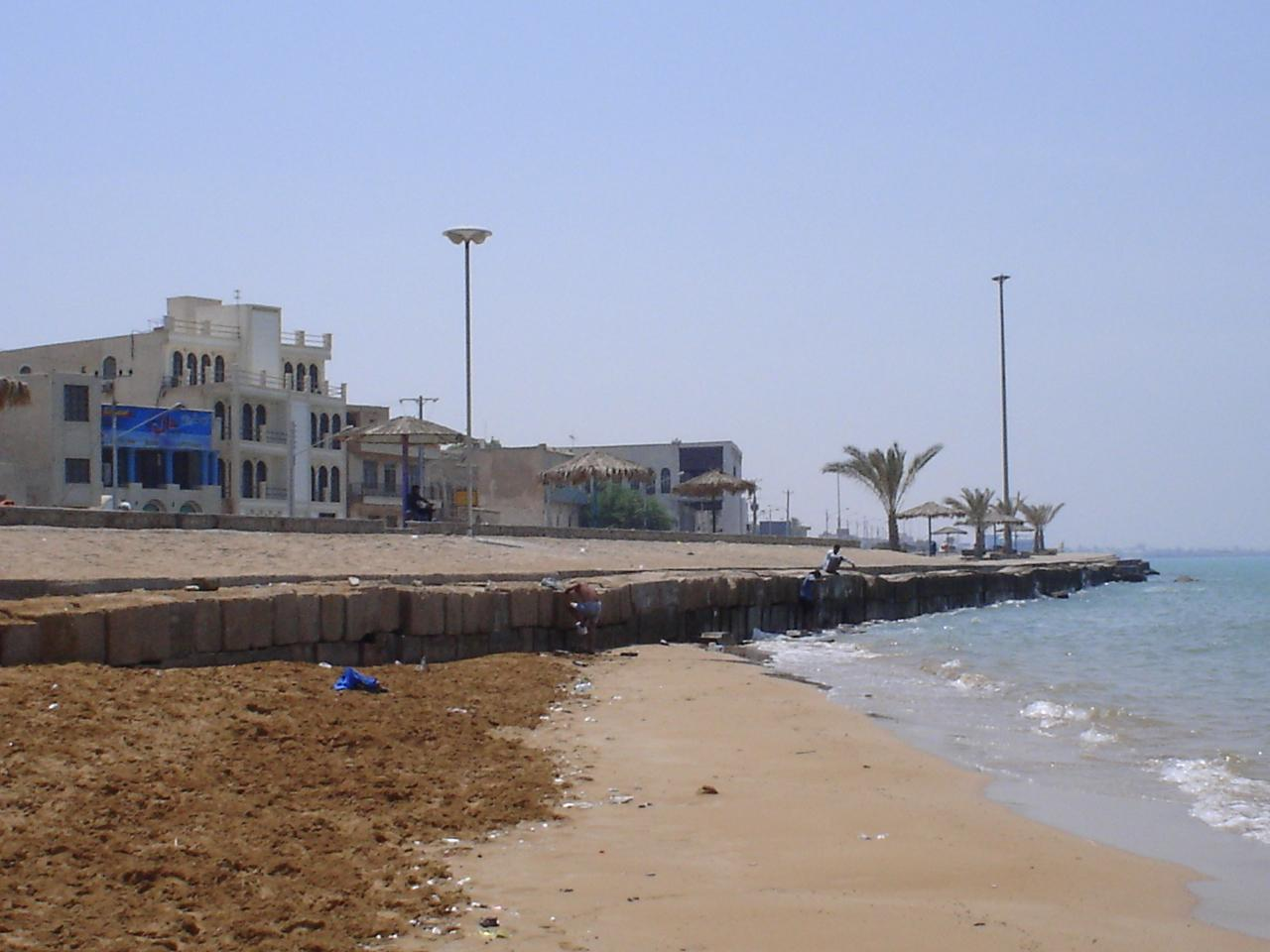
Bushehr

Buixehr Bushire Bushir, Bushihr o Bushahr (en persa:بوشهر) és una ciutat de l'Iran amb una població de 165.377 habitants (cens del 2005), a la costa sud-oest del Golf Pèrsic. És el principal port del país i capital de la província de Buixehr. És en una península llarga i estreta unida a terra per un istme que sovint era cobert per la marinada fins que s'hi va construir un dic. A l'extrem sud de la península, a 12 km de la ciutat, hi ha les ruïnes de Rishahr amb inscripcions cuneïformes babilòniques, refundada pel sassànida Ardashir I (227-242) com a Riv-Ardashir (d'on Rishahr, que és una contracció). Els portuguesos hi van tenir un establiment i fortalesa als segles xvi i xvii.
Era un llogaret poc important, esmentat com a Bushahr, d'etimologia incerta, nom que els mariners britànics van deformar a Busheer (Bushir). Així fou fins que el 1734 Nadir Shah la va convertir en base de la seva flota amb el nom de Bandar Nadiriyya, que no va arrelar i va desaparèixer després de 1747. S'hi va voler construir un gran vaixell de guerra amb fusta portada per terra des de Mazanderan però l'intent no va reeixir. El 1737 la Companyia Holandesa de les Índies Orientals hi va establir una factoria, que va durar fins al 1753. Com que els zand van tenir capital a Siraz, que estava unida a Buixehr per caravana, va prosperar força, reemplaçant a Bandar Abbas i la Companyia Britànica de les Índies Orientals hi va traslladar la seva factoria que era a Bandar Abbas (1763). No obstant això, els gran vaixells s'havien d'aturar a uns cinc quilòmetre, ja que el port no era gaire fondo.
Durant la Guerra Anglopersa (1856-1857) fou ocupada pels britànics el 9 de desembre del 1856 i la van conservar fins a la pau del març del 1857. Llavors va esdevenir seu del resident polític britànic del Golf Pèrsic. El 1915 els britànics van ocupar per segona vegada la ciutat. La finalització del ferrocarril transiranià el 1918 va afavorir els ports de Bandar Shapur i Khurramshahr amb ports d'aigua fonda, i Buixehr va patir un retrocés i va deixar de ser el primer port del país. El 1946 la seva població era només de 15.000 habitants. No va tornar a agafar volada fins que modernament, en temps del xa, el port fou millorat. Una base militar naval iraniana s'hi va establir.